# Guido Abayián
Guido Ezequiel Abayián (Neuquén, 26 aprile 1989) è un calciatore argentino, attaccante del Pomigliano.

## Carriera
Cresciuto calcisticamente nelle giovanili del Benfica, esordisce nel 2008 in Segunda Divisão con l'Atlético CP. Resta in Portogallo fino al 2009, per poi tornare in Argentina fino al 2011. Nella stagione 2011-2012 passa ai cileni del San Luis de Quillota, dove disputa il campionato di Primera B. Nel 2012 viene ingaggiato dal club uruguaiano del Cerro Largo, esordendo il 30 settembre nell'incontro pareggiato per 1-1 contro l'El Tanque Sisley e disputando un incontro di Coppa Sudamericana. L'anno seguente viene ceduto al Bella Vista, contribuendo a raggiungere il settimo posto in Primera División. Dopo una stagione in Argentina, ritorna in Europa nel 2015 e con i Lincoln Red Imps vince il campionato gibilterrino realizzando 20 gol, nonché la coppa nazionale in finale contro l'Europa FC. Nel 2016 si trasferisce in Bulgaria con l'Etăr di Veliko Tărnovo, ma a gennaio dell'anno seguente ritorna in Uruguay. Nell'estate del 2017 passa all'Independiente Neuquén, squadra della sua città natale, partecipante al Torneo Federal A, la terza serie argentina. A settembre 2018 viene ingaggiato dalla Cittanovese, disputando il campionato italiano di Serie D.
Il 13 luglio 2019 viene ingaggiato dal Savoia. Esordisce con la squadra napoletana il 1º settembre seguente, subentrando al minuto 85 di San Tommaso-Savoia (1-1). L'11 dicembre si svincola dal club.
Nell'estate 2020 firma per il Città di Sant'Agata, neopromosso in Serie D, con il quale disputerà solo 3 gare mettendo a segno 3 reti prima di essere ceduto a titolo definitivo al Taranto, sempre in Serie D ma militante nel girone H. Il 4 marzo 2021 si trasferisce al Gravina, sempre nel girone H di Serie D.
Nell'agosto del 2021 passa ai campani dell'Angri, contribuendo alla promozione del club grigiorosso in Serie D. Nell'estate del 2022 viene ceduto al Pomigliano con cui mette a segno dieci reti nella prima parte di stagione. Il 10 dicembre viene ufficializzato come nuovo attaccante dell'Agropoli, andando a segno il giorno successivo nella gara vinta 1-0 contro il Faiano.

## Palmarès

### Club

#### Competizioni nazionali
- Rock Cup: 1

Lincoln Red Imps: 2015-2016
- Gibraltar Premier Division: 1

Lincoln Red Imps: 2015-2016

#### Competizioni regionali
- Promozione: 1

Frattese: 2023-2024 (girone B)
- Eccellenza: 1

Afragolese: 2024-2025 (girone A)